# 沙河店镇 (赵县)
沙河店镇，是中华人民共和国河北省石家庄市赵县下辖的一个乡镇级行政单位。

## 行政区划
沙河店镇下辖以下地区：
沙河店村、北冯村、野鸡铺村、杨召村、谢家湾村、丁村、小诰村、西大诰村、东大诰村、大诰铺村、东杨村、西杨村、南南冯村、北南冯村、中冯村、东诰村和东北营村。